# 白沢宿
白沢宿（しらさわじゅく）または白澤宿は、奥州街道（奥州道中）の18番目の宿駅（宿場町）である。現在の栃木県宇都宮市の北東部、白沢町白沢宿。

## 概要
白沢宿（白澤宿）は、江戸時代に奥州街道（奥州道中）下野国河内郡にあった宿場町で、宇都宮宿の次の宿駅である。江戸から丁度30里余に位置する。天保14年（1843年）の『奥州道中宿村大概帳』によれば、白沢宿は家数71軒、うち本陣1軒、脇本陣1軒、旅籠13軒、人口369人であった。白沢宿本陣は宇加地家、脇本陣は福田家が拝命していた。白沢宿の名物として鬼怒川の鮎と白沢の牛蒡（牛房：ごぼう）が知られていた。当時、稚児ヶ坂の中程に茶屋があり、四季を問わず牛房汁を出していたと言われている。
宇都宮宿から白沢街道（旧奥州道中）を歩くと稚児ヶ坂（ちごがさか、ちがさか）を登り切った宝木台地の北東端付近に白沢地蔵堂（しらさわじぞうどう）が、またこの宝木台地を下る薬研坂（やげんざか）を下りて左折した宿内には村社白髭神社（しらひげじんじゃ）が、また宿の北端には薬師堂（やくしどう）が建つ。坂上の白沢地蔵堂は鎌倉時代に源頼朝の命を受けて一族で奥州に下向した伊沢家景が旅中に病死した実子の亡骸を葬って祀ったのが起源、また、白髭神社は白髪神社とも書き白沢宿の名前の起源とも云われるが、不詳である。薬師堂は宇加地家墓所に併設する。奥州道中は薬師堂の辻口で右折し宿外に出て九郷半川および西鬼怒川（にしきぬがわ）を渡って白沢の一里塚（しらさわのいちりづか）に至る。この一里塚は江戸より30番目、30里に当たる塚で当時は鬼怒川の河原にあったが、度々の水害で破壊され痕跡が残っておらず、現在は白沢河原に白沢各自治会によって記念碑が建てられている。
現在、白沢宿は東京から栃木県を経て東北地方を結ぶ国道4号のルートから外れており、白沢宿を通る旧奥州街道沿道には鬼怒川から取水された用水が両側を流れ、その用水には水車が設けられ、沿道の民家には屋号が掲げられているなど、江戸期の静かな風情を髣髴させる宿並みとなっている。

## 設備
- 本陣
  - 本陣宇加地家（旧白沢村）
  - 脇本陣福田家（旧上岡本村）
- 寺社
  - 地蔵堂、薬師堂、明星院
  - 白髭神社、須賀神社、北野神社

## 参考資料
1. 1 2  『奥州道中宿村大概帳』に拠る。

## 隣の宿
奥州道中
宇都宮宿 - 白沢宿 - 氏家宿